# Belsele
Belsele, parfois Belcele en français, est une section de la ville belge de Saint-Nicolas située en Région flamande dans la province de Flandre-Orientale. C'était une commune à part entière avant la fusion des communes de 1977.

## Démographie

### Évolution démographique
- Sources : INS, Rem. : 1831 jusqu'en 1970 = recensements, 1976 = nombre d'habitants au 31 décembre[2].

## Histoire
Grâce à diverses découvertes archéologiques de la fin de l'âge du fer et de la période gallo-romaine, Belsele est considérée comme l'une des plus anciennes colonies de Wase. Les fondations d'une villa romaine dans le quartier de Steenwerk confortent la suspicion selon laquelle le centre du village se trouvait le long de la route Anvers-Gand-Rijsel.
Le nom de Belsele apparaît déjà dans des documents du IXe siècle. Le suffixe -sele fait référence à une origine franque. Dans la seconde moitié du premier millénaire, une petite communauté agricole franque s'est probablement établie sur la lande de Belseel. En 1217, Belsele devint une paroisse autonome. Grâce aux actions de la comtesse Jeanne de Constantinople, Belsele fut également administrativement unie à Sinaai en 1217 dans un tribunal, qui relevait de la Châtellenie du pays de Waes. Le tribunal était dirigé par un bourgmestre, un greffier et quatre échevins des deux seigneuries du village. Il se réunissait pour traiter de questions générales ou financières et d'affaires pénales mineures.
Le tribunal a été aboli sous la domination française. En vertu de la loi du 9 vendémiaire an IV (1er octobre 1795), Belsele devient la capitale cantonale du département de l'Escaut, avec les communes subordonnées de Daknam, Eksaarde, Elversele, Kemzeke, Sinaai, Sint-Pauwels, Tielrode et Waasmunster. Ce statut a disparu après l'indépendance belge. Belsele a conservé son caractère typique de village agricole Waas jusqu'à la première moitié du XXe siècle. La production reste principalement axée sur le lin et les céréales jusqu'en 1850. Puis une transition progressive vers l’élevage a eu lieu. Le commerce du bois pour la briqueterie Wase était un facteur économique important au XIXe siècle. En outre, il y avait de petites entreprises artisanales, telles que des brasseries, des ateliers de tissage, des sabotiers et des cordonniers. Au XXe siècle, une modeste reconversion s'opère vers l'alimentation, la construction et le textile.
Depuis la Seconde Guerre mondiale, Belsele est devenue une commune résidentielle et verte, dont la majorité de la population active fait la navette vers Saint-Nicolas et, dans une moindre mesure, vers Anvers. En 1414 fut fondée une chapelle dédiée à Saint Job. En 1801, la chapelle devint une église auxiliaire de Belsele. Ce n'est que vers 1900 que Puivelde devint une paroisse indépendante.